# П'єрафорча
П'єрафорча (фр. Pierrafortscha) — громада  в Швейцарії в кантоні Фрібур, округ Сарін.

## Географія
Громада розташована на відстані близько 27 км на південний захід від Берна, 4 км на південний схід від Фрібура.
П'єрафорча має площу 5,1 км², з яких на 7,3% дозволяється будівництво (житлове та будівництво доріг), 69,6% використовуються в сільськогосподарських цілях, 21,9% зайнято лісами, 1,2% не є продуктивними (річки, льодовики або гори).

## Демографія
2019 року в громаді мешкало 160 осіб (+9,6% порівняно з 2010 роком), іноземців було 13,1%. Густота населення становила 32 осіб/км².
За віковим діапазоном населення розподілялося таким чином: 20% — особи молодші 20 років, 60% — особи у віці 20—64 років, 20% — особи у віці 65 років та старші. Було 55 помешкань (у середньому 2,9 особи в помешканні).
Із загальної кількості 44 працюючих 23 було зайнятих в первинному секторі, 11 — в обробній промисловості, 10 — в галузі послуг.